# VEED Festival 2015
Op het VEED Festival 2015 werden de VEED Awards van 2015 toegekend. Het festival vond plaats in de Westergasfabriek in Amsterdam op 18 april 2015. De presentatie was in handen van Défano Holwijn. Het festival werd bedacht door Kelvin Boerma, Peter de Harder en Mert Ugurdiken en producenten Omar Kbiri, Jacqueline Vizee en Viola Welling.

## Genomineerden en winnaars 2015
Hieronder de volledige lijst van genomineerden in elke categorie. De winnaars zijn in het vet aangeduid.
| Categorie                     | Genomineerden Winnaars                                                                     |
| ----------------------------- | ------------------------------------------------------------------------------------------ |
| Beste Comedy YouTuber         | Dylan Haegens Bardo Ellens Mert Ugurdiken Kelvin Boerma Furtjuh                            |
| Beste Beauty YouTuber         | Mascha Feoktistova BeautyNezz Teske de Schepper Diana Leeflang Vera Camilla                |
| Beste Gaming YouTuber         | David Harms Milan Knol Enzo Knol Jordi van den Bussche GameMeneer                          |
| Beste Upcoming YouTube Talent | BeautyNezz Joost Klein Simon Vet Gezellig Jiami Jongejan                                   |
| Beste Vlogging YouTuber       | Enzo Knol Mascha Feoktistova Teske de Schepper Monica Geuze Jiami Jongejan                 |
| Beste Vrouwelijke YouTuber    | Teske de Schepper Mascha Feoktistova Diana Leeflang Sophie Milzink Lisa en Melanie Kolster |
| Beste Mannelijke YouTuber     | Kelvin Boerma Furtjuh Dylan Haegens Enzo Knol StukTV                                       |
| Beste YouTube Channel         | StukTV Cinemates Enzo Knol ZU5E Furtjuh                                                    |